# Рамон Астудиљо
Бенџамин Рамон Астудиљо је аргентински фудбалски дефанзивац који је играо за Аргентину на светском првенству 1934. Играо је и за Колон де Санта Фе.